# Нове Садівництво (зупинний пункт)
Нове Садівництво — пасажирський залізничний зупинний пункт Херсонської дирекції Одеської залізниці.
Розташований у Корабельному районі м. Миколаїв Миколаївської області на лінії Миколаїв — Миколаїв-Вантажний між станціями Миколаїв (4 км) та Миколаїв-Вантажний (9 км). 